# Rovnoběžka
Rovnoběžka je pomyslná čára na zemském povrchu (případně povrchu jiného přibližně sférického rotujícího tělesa), vzniklá průnikem povrchu Země a rotačního kuželu, jehož vrchol je v zemském středu a jeho osa je shodná se zemskou osou. Na zjednodušeném modelu Země (na kouli nebo referenčním elipsoidu) mají rovnoběžky tvar kružnice a jsou rovnoběžné s rovníkem (leží v rovinách rovnoběžných s rovinou rovníku). Rovnoběžky se označují zeměpisnou šířkou φ, měřenou ve stupních.

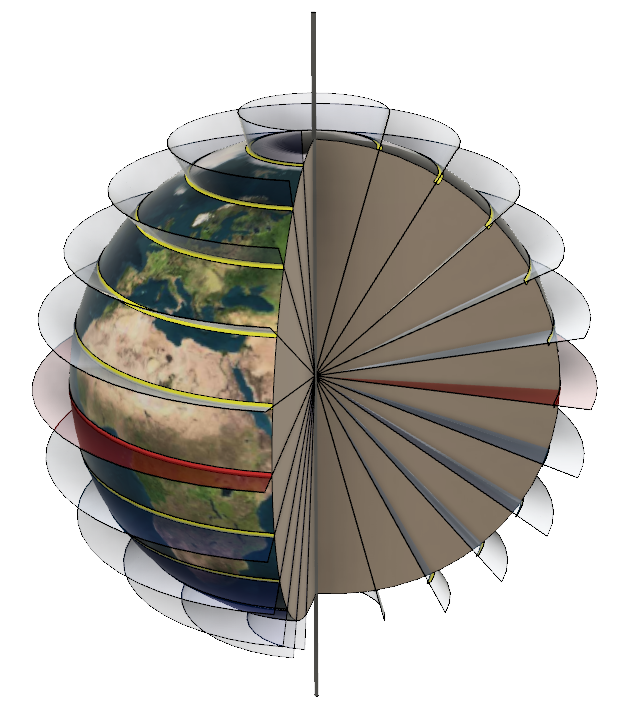
Schéma konstrukce rovnoběžek

Rovnoběžky se zkracují od rovníku (nejdelší rovnoběžka) směrem k pólům (bod), přičemž délka 60. rovnoběžky je rovna 1/2 délky rovníku. Pro výpočet délky rovnoběžky lze použít vzorce o · cos φ, kde o je obvod Země (40 074 km). Např. Prahou prochází padesátá rovnoběžka, jejíž délka je přibližně 25 760 km.

## Významné rovnoběžky

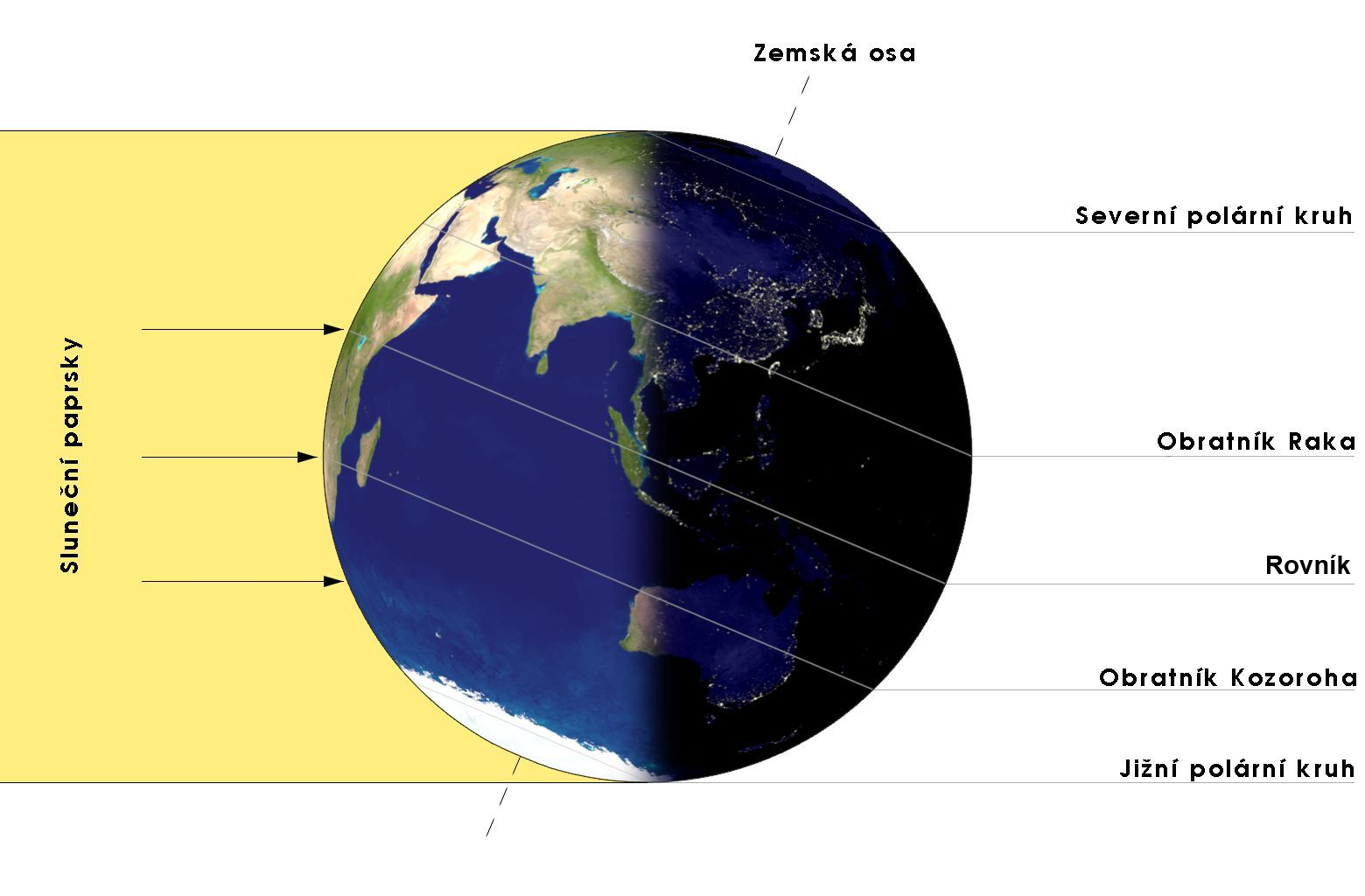
Nejvýznamnější zemské rovnoběžky

Rovnoběžky se standardně označují podle své zeměpisné šířky jako např. 10. rovnoběžka s. š., ovšem některé význačné mají svá vlastní jména. Jsou to např.:
- severní pól (90° severní šířky),
- severní polární kruh (rovnoběžka 66°33′ severní šířky),
- obratník Raka (rovnoběžka 23°27′ severní šířky),
- rovník (rovnoběžka 0°),
- obratník Kozoroha (rovnoběžka 23°27′ jižní šířky),
- jižní polární kruh (rovnoběžka 66°33′ jižní šířky)
- jižní pól (90° jižní šířky)

Hodnoty šířek polárních kruhů a obratníků vyplývají ze sklonu zemské osy. Na jiných vesmírných tělesech se nacházejí vesměs na jiných šířkách.

## Zeměpisná šířka a západy Slunce
Pouze mezi obratníky se Slunce během roku alespoň jednou dostane do zenitu.
Pouze severně od severního polárního kruhu, nebo jižně od jižního polárního kruhu, Slunce alespoň jednou během roku nezapadá (viz polární den a polární noc).

## Vztah k matematické rovnoběžce
Zeměpisné rovnoběžky nejsou rovnoběžkami v matematickém smyslu (které jsou v prvé řadě přímky), mají s nimi však společnou tu vlastnost, že se vzájemně neprotínají a vzdálenost mezi dvěma rovnoběžkami je v kterémkoliv bodě konstatní.

## Zajímavost
Rovnoběžky, jež protínají nejvíce zemí, leží v intervalu 12°11'03,7'' s. š. až 12°11'34,4'' s. š (v jednom zdroji označeném jako Togo – Tobago line). Protínají celkem 28 zemí, které jsou (z Afriky na východ): 1. Guinea-Bissau, 2. Guinea, 3. Mali, 4. Burkina Faso, 5. Ghana, 6. Togo, 7. Benin, 8. Nigérie, 9. Kamerun, 10. Čad, 11. Súdán, 12. Jižní Súdán, 13. Etiopie, 14. Džibutsko, 15. Somálsko, 16. Indie, 17. Myanmar, 18. Thajsko, 19. Kambodža, 20. Vietnam, 21. Filipíny, 22. Marshallovy ostrovy (protíná nadmořskou část atolu Ailinginae), 23. Nikaragua, 24. Kostarika, 25. Kolumbie, 26. Venezuela, 27. Nizozemsko (země Curaçao a zvláštní správní obvod Bonaire), 28. Trinidad a Tobago (nejjižnější cíp ostrova Tobago). Tento interval je široký 30,7 úhlových vteřin, což se na zemském povrchu odrazí jako cca 700 metrů.